# Константин III (узурпатор)
Флавий Клавдий Константин, приет в историята като Константин III (на латински: Flavius Claudius Constantinus), е антиимператор, който узурпира властта в Западната Римска империя, провъзгласен за император от легионите в Британия през пролетта на 407 г., след като те получават заповед да изоставят острова и да се изтеглят в Галия.
В 408 г. Константин III обявява сина си Констант II за съимператор със сан цезар. Галия и Испания се присъединяват към неговите владения. В следващите две години земите подвластни на Константин са пометени и опустошени от нахлувания на вандали, свеби и алани. Испания се отцепва под властта на Геронтий и Максим.
През 411 г. узурпатора е обсаден в Арл, окончателно губи популярност и военачалниците му го предават на поддръжниците на император Флавий Хонорий. Константин III е отведен в Италия където е екзекутиран.